# Villa Paradiso
Pour l’article homonyme, voir Villa Paradiso (Naples).
La villa Paradiso ou villa Il Paradiso est une imposante demeure aristocratique de la fin du XIXe siècle située au bas du quartier de Cimiez à Nice. 
Elle est construite en 1881-1882 pour l'homme d'affaires Adolphe Sicard. De 1949 à 2006, elle abrite le conservatoire de musique de Nice. Durant la Seconde Guerre mondiale, de 1941 à 1944, elle accueille les lauréats du prix de Rome en remplacement de la villa Médicis de Rome.

## Caractéristiques
La surface de la villa est de 1 262 m2 et son jardin mesure environ 9 000 m2.
Son architecte est Lucien Barbet, et des modifications ont été effectuées après 1900 par l'architecte Constantin Scala. 

## Historique
La villa est construite par l'architecte Lucien Barbet en 1881-1882 pour l'homme d'affaires Adolphe Sicard, qui fut directeur de la Caisse de crédit de Nice, et est rachetée vers 1900 par la baronne Hélène de Zuylen de Nyevelt de Haar,,,. Cependant, Didier Gayraud écrit dans son ouvrage Demeures d'azur que la villa actuelle a été construite en 1896, pour le baron Étienne van Zuylen van Nyevelt, à la place de la villa qui avait été édifiée pour Adolphe Sicard.
Elle sert de décor en 1918 à Louis Feuillade pour sa série Tih Minh (épisodes 1 à 3 dans lesquels elle est baptisée villa Circé)[réf. nécessaire]. 
Une procédure de classement de la villa aux monuments historiques est entreprise en octobre 2019. Le 1er septembre 2021, certains éléments de la villa sont inscrits aux monuments historiques : les façades, les toitures, la terrasse sud et son escalier, le rez-de-chaussée, le premier étage, le jardin avec le mur de clôture et les deux portails ouvrant sur le boulevard de Cimiez.

### Les prix de Rome et la villa
Entre novembre 1941 et mai 1944, sous l'impulsion du maire de Nice Jean Médecin et de l'universitaire Maurice Mignon, la villa est le lieu de séjour des lauréats du prix de Rome en remplacement de la villa Medicis à Rome,. En effet, durant la Seconde Guerre guerre, après une première interruption de ce grand concours artistique, Benito Mussolini confisque la villa Medicis à la France qui ne peut plus envoyer ses lauréats à Rome. L'Académie se replie alors en France jusqu'en 1946. À l'instigation du ministre de l'Instruction publique Jérôme Carcopino, elle élit d'abord domicile à Nice à la villa Paradiso. Ses communs et ses vastes écuries seront hâtivement transformés en atelier pour y recevoir les artistes. C'est l'architecte Bernard Zehrfuss, grand prix de Rome d'architecture en 1939 et animateur du groupe d'Oppède, et Lucas, grand prix de Rome de peinture en 1937, qui essuieront les plâtres.
En 1942, la villa étant déclarée d'utilité publique, son administrateur, nommé par le Commissariat général aux questions juives, la cède à la ville de Nice pour un montant très inférieur à sa valeur. Auparavant, la baronne Hélène de Zuylen de Nyevelt de Haar, née de Rothschild et de confession juive, propriétaire de la villa, l'avait louée à la ville.

### Le conservatoire de musique et de danse
À partir de 1949, le futur conservatoire à rayonnement régional de Nice est installé dans la villa elle-même, en remplacement de la villa Thiole. Il y demeure jusqu'en 2006 où il est transféré dans des bâtiments modernes. Le conservatoire de musique de Nice forme au fil des ans une pléiade de solistes de renom parmi lesquels : les pianistes Samson François et Gabriel Tacchino, Jacques Taddei, membre de l'Institut de France, Olivier Gardon, Marie-Josèphe Jude, Philippe Bianconi, Gilbert San Pietro di Monte Rosso, fondateur et  directeur du Concours international de piano Nice Côte d'Azur, Ève Ruggieri, l'artiste lyrique Freda Betti, le claveciniste Scott Ross, le spécialiste de musique vocale ancienne Marcel Pérès, les violonistes Christian Ferras, Jacques-Francis Manzone, Sylvie Gazeau, Jean-Jacques Kantorow, l'altiste Jean Sulem, le pianiste de jazz Franck Amsallem, le pianiste Didier Castell-Jacomin ou le corniste canado-français Roger-Luc Chayer. L'organiste Pierre Cochereau en est le directeur de 1962 à 1980. Il donne son essor à l'institution qui évolue d'un conservatoire municipal à un conservatoire national, puis national de région. De grands noms de la danse comme Frederic Olivieri furent également formés au Conservatoire de danse niçois.

### Les ateliers officiels de la ville de Nice

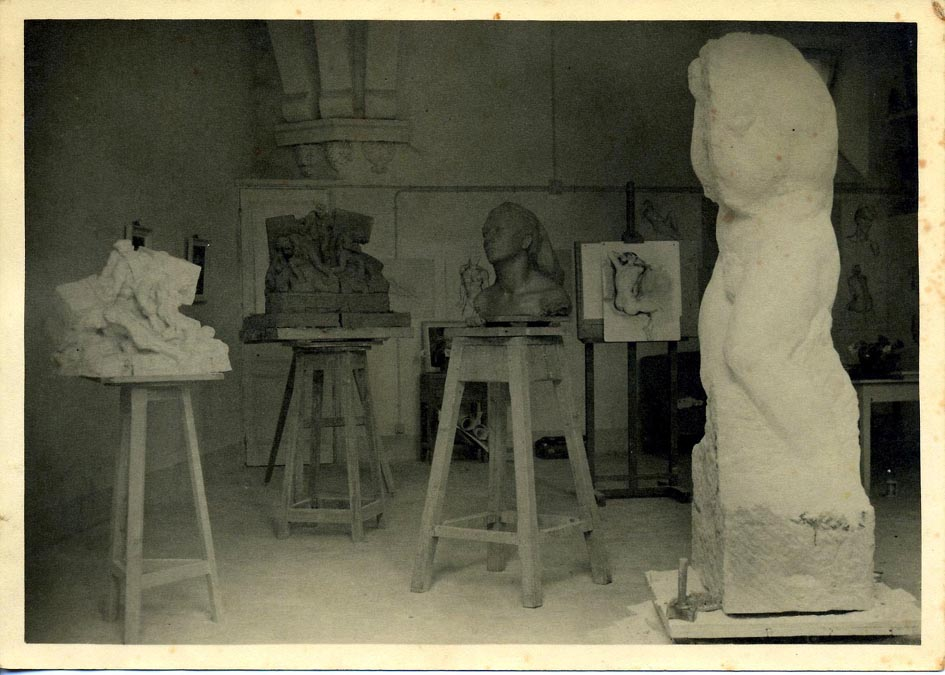
Un des ateliers de la villa Paradiso, ici occupé par le sculpteur Marcel Mayer.

Après la guerre, la ville de Nice décide de conserver les six ateliers aménagés pour le prix de Rome et de les attribuer à des artistes sélectionnés.
Parmi les artistes qui bénéficient d'un des  ateliers de la villa, on trouve :
- le peintre Jules Henri Lengrand, premier grand prix de Rome de gravure, professeur à l'École des Arts décoratifs de Nice ;
- le sculpteur Maurice  Gambier d'Hurigny, prix de Rome de sculpture, professeur à l'École des Arts décoratifs de Nice,
- le sculpteur Marcel Mayer, spécialisé en taille directe, qui occupe l'atelier de son confrère René Collamarini, également adepte de la taille directe ;
- le sculpteur Enzo Dei ;
- le peintre Raymond Moretti en 1959.

La ville de Nice et la région conservent des œuvres de ces artistes.

### Reconversion
Après le départ du conservatoire de musique, la villa accueille la direction centrale de l'éducation de la ville de Nice.
En septembre 2018, la ville de Nice annonce la mise en vente de la villa, au prix de 7,8 millions d'euros. Elle est alors jugée par les services municipaux comme étant « vieillissante, peu adaptée au fonctionnement des services et coûteuse à l'entretien ». Cette vente apparaît même sur le site internet d'annonces Le Bon Coin.
Toutefois, cette mise en vente est contestée par l'opposition municipale socialiste, qui souhaite que la villa devienne un monument historique protégé. Une pétition en ligne est publiée sur Change.org. Finalement, en l'absence d'offres satisfaisantes, le maire de Nice Christian Estrosi annonce, en février 2019, que la villa sera conservée par la ville afin de devenir le siège des associations après des travaux de rénovation. Cependant, en janvier 2021, la société Kantys soumet à la ville une offre d'achat de la villa pour en faire un institut de cancérologie. En février 2021, le conseil municipal vote à l'unanimité la vente de la villa à Oger Investissements, la société mère de Kantys détenue par Jean-Louis Oger, pour 7,2 millions d'euros,,. Le parc qui entoure la villa reste la propriété de la ville de Nice. Finalement, en raison du désistement de l'acquéreur, la vente n'aboutit pas.